# Ahmose, syn Ebany
Ahmose, syn Ebany lub Abany (ur. w Nekheb ok. 1570 p.n.e.?, zm. po 1501 p.n.e.) – egipski admirał i żołnierz. Służył trzem kolejnym faraonom: Ahmose I, Amenhotepowi I oraz Totmesowi I.

## Kariera
Ahmose był synem Baby, syna Ra-Inet i jego żony Ebany/Abany. Jego ojciec był oficerem w marynarce podczas panowania faraona Sekenenre Tao i wziął udział w wojnie przeciwko Hyksosom w Delcie Nilu.
Sam Ahmose poszedł w ślady ojca, gdy na tron wstąpił młodszy syn Sekenenre Tao i jego imiennik – Ahmose I (1550 p.n.e.). Wraz z nowym władcą brał udział w wyprawie na hyksoską stolicę – Awaris. W trakcie walki służył na okręcie, który wraz z innymi blokował kanał w Delcie Nilu. Zabił wówczas dwóch nieprzyjaciół, za co otrzymał od faraona złoto oraz kilkoro niewolników (w sumie od trzech faraonów otrzymał złote nagrody siedmiokrotnie). Następnie towarzyszył Ahmose podczas trzyletniego oblężenia miasta Szaruhen w południowym Kanaanie. W późniejszych latach brał udział w wyprawach do Nubii, gdzie trzykrotnie wybuchały bunty.
Po śmierci faraona Ahmose, służył jako żołnierz jego następcy – Amenhotepowi I. Także z nim wyprawiał się do Nubii. Za co otrzymał ponownie złoto i niewolników. Szczytem jego kariery było stanowisko admirała (dowódcy floty), które powierzył mu syn Amenhotepa – Totmes I. W tej randze towarzyszył nowemu władcy w jego kampanii rzecznej na Nilu przeciwko Nubijczykom. Wreszcie wraz z Totmesem wyprawił się na państwo Mitanni, docierając aż nad Eufrat.
Został pochowany w rodzinnym Nekheb. Nad budową jego grobu (który zawiera zapis jego dokonań), czuwał jego wnuk – Paheri. W zachowanym grobowcu zapisano hieroglifami dokonania i nagrody otrzymane przez admirała w formie pseudo-autobiografii. Jest to bardzo cenne źródło wiedzy o kampaniach wojennych i sposobie wynagradzania żołnierzy przez faraonów.

## Rodzina
| N11 · F31 · S29 | G39 | Z1 | A2 | D58 | G29 | N35 · G1 |

| N11 · F31 · S29 | G39 | Z1 | A2 | D58 | G29 | N35 · G1 |

O rodzinie Ahmose wiadomo sporo, ale wzajemne koligacje pozostają nie do końca jasne. Na pewno zawarł on małżeństwo z Ipu, z którą miał syna Mehy'iego i dwie córki: Kem oraz Sitamon. Z tekstów zachowanych w grobowcach Ahmose i Paheri'ego wynika, że mężem obydwu był skryba Itruri (Atefrura), opiekun księcia Wadżmose. Kem i Itruri mieli dziewięcioro dzieci: sześciu synów (m.in.: Paheri'ego, Iahmesa i Pamiu) oraz trzy córki (m.in. Amonsat). Z kolei Sitamon i Itruri doczekali się syna Heri-Iri'ego (przyrodniego brata Paheri'ego), który został skrybą. Paheri i Heri-Iri umieścili swoje wywody genealogiczne i pełnione funkcje w grobowcu Ahmose.